# Région Orientale (Ghana)
La région Orientale est l'une des dix régions du Ghana.

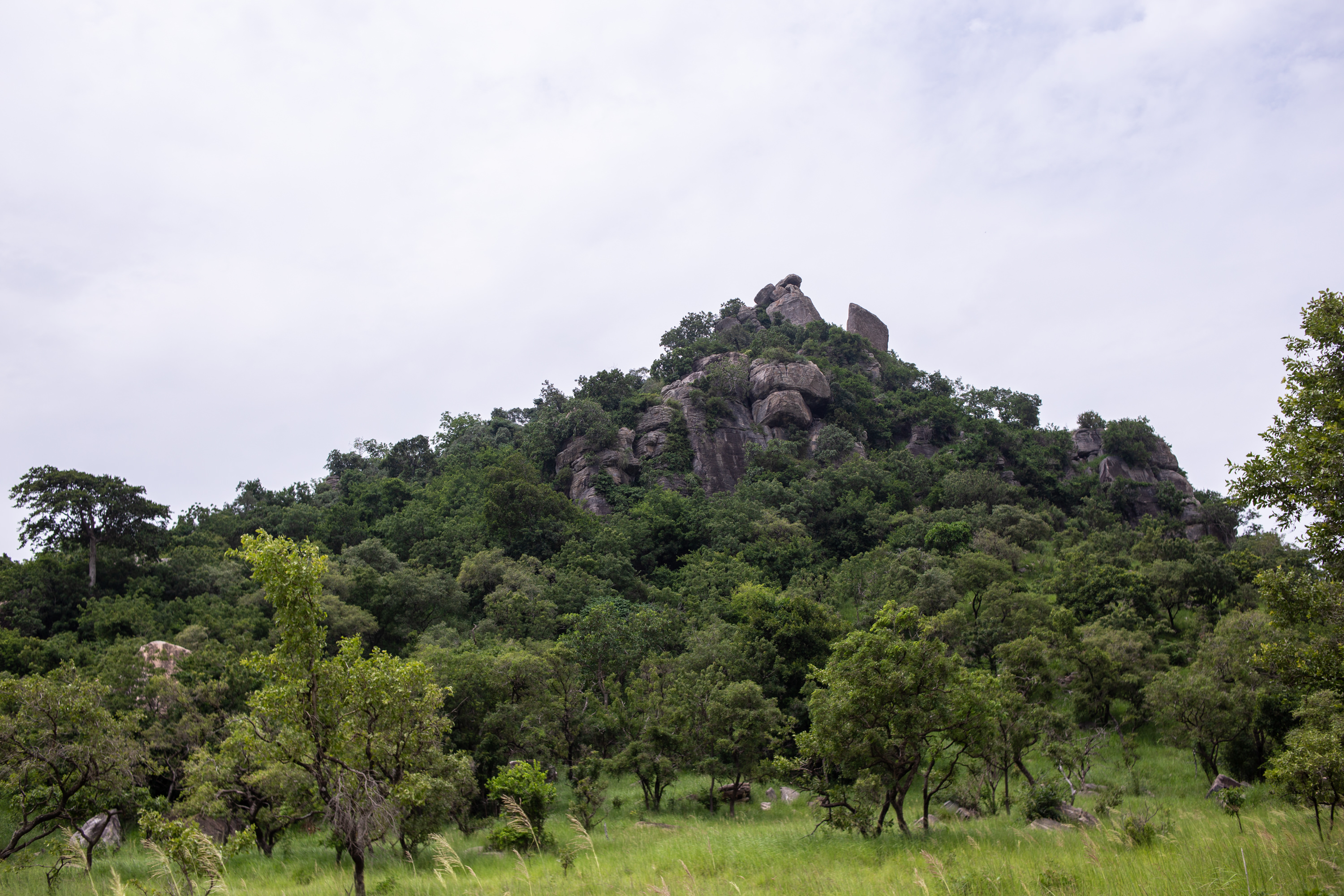
Réserve de ressources de Shai Hills

## Géographie
La région Orientale se situe au sud du pays. Elle est entourée par les régions du Centre et du Grand Accra au sud, de la Volta à l'est, de Brong Ahafo au nord, et d'Ashanti au nord-ouest.
La région Orientale compte 17 districts :
- Plaines d'Afram
- Akim est
- Akim ouest
- Akuapim nord
- Akuapim sud
- Asuogyaman
- Atiwa
- Birim nord
- Birim sud
- Fanteakwa
- Kwaebibirem
- Kwahu ouest
- Kwahu sud
- Manya Krobo
- New-Juaben
- Suhum/Kraboa/Coaltar
- Yilo Krobo